# Бун (Северная Каролина)
Бун (англ. Boone) — город в США, административный центр округа Уотога штата Северная Каролина.
Расположен на северо-западе Северной Каролины, на вершине Голубого хребта на высоте 995 метров (3266 футов) недалеко от границы с Теннесси. Поселение было основано в 1871 году на тропе Дэниеля Буна, у развилки Дороги диких мест и названо в честь Буна, пионера, который, согласно преданию, разбил здесь лагерь во время охоты.
Известное место отдыха в горах с рыбной ловлей, охотой и горнолыжными курортами, здесь также есть большой рынок табака Берли и центр мясного и молочного скотоводства. Здесь производят электрокомпоненты, одежду, мебель и консервы. В Буне находится Аппалачский государственный университет (основан в 1899 году), часть системы Университета Северной Каролины, в библиотеке Белка которого хранится коллекция аппалачских артефактов.  Драму под открытым небом о пионерах «Рог на Западе» Кермита Хантера ставят каждое лето с 1952 года в театре Дэниела Буна; театр находится рядом с усадьбой Хикори-Ридж, музеем истории под открытым небом. К югу и востоку от города проходит Блу-Ридж, а недалеко к юго-западу находится национальный лес Писга. Население: (2000 г.) 13 472 человека; (2010 г.) 17 122 человека.
| 2010   | 2010    | 2020    |
| ------ | ------- | ------- |
| 17 186 | ↘17 122 | ↗19 092 |